# キャスコ
キャスコ株式会社とは、日本の株式会社で、ゴルフ用品の製造・販売する企業である。

## 概要
元々は「鎌田利（かまたとし）商店」として高級ドレス手袋を行う会社として、香川県大川郡白鳥町（現：香川県東かがわ市）に創業した。現在の東かがわ市は手袋の製造が盛んである。その後、徐々にゴルフボールの製造など関連事業を興し、香川県大川郡志度町（現：さぬき市）にゴルフクラブのゴルフ用品の製造工場が落成。本社を志度町に移す。現在ではゴルフボール、ゴルフクラブ、ゴルフ用グローブ（手袋）、バッグ類、ウェア、ゴルフシューズなど、多岐にわたるゴルフ用品の製造及び販売を行っている。
2022年3月22日付で、マミヤ・オーピーが保有している全株式が、ゴルフ場経営などの手掛けているKSTへ譲渡される。

## 沿革
- 1959年 - 香川県大川郡白鳥町（現：香川県東かがわ市）に「鎌田利（かまたとし）商店」として創業。高級ドレス手袋の製造を行っていた。
- 1964年 - 「鎌田利（かまたり）株式会社」設立。ゴルフ・ボーリング用グローブを製造。
- 1968年 - アメリカプロラインへのグローブの販売開始。
- 1972年 - アメリカに「Kamatari American Corp.」設立。
- 1977年 - 韓国に現地生産工場設立。
- 1978年 - 台湾に現地生産工場設立。
- 1980年 - ゴルフ用バッグ類の製造開始。
- 1982年 - ゴルフボールの製造開始。
- 1983年 - 香川県大川郡志度町大字志度（現・香川県さぬき市志度）に志度工場落成。
- 1988年 - タイに現地生産工場設立。
- 1992年 - 「キャスコ販売株式会社」を吸収合併し、社名を「キャスコ株式会社」に社名変更。本社所在地を香川県大川郡白鳥町（現：香川県東かがわ市）から香川県大川郡志度町（現：香川県さぬき市）に変更。
- 2008年1月 - アメアスポーツジャパン株式会社からウィルソンゴルフ事業を引き継ぐ。
- 2010年11月 - マミヤ・オーピーの子会社となる[3]。
- 2022年3月 - 株式譲渡に伴い、KSTの完全子会社となる。

## 営業所等
- 高松営業課
- 東京支店・東京サポート課
- 東京オフィス
- 大阪支店・大阪サポート課
- 札幌営業課
- 北関東営業所
- 中部営業所
- 中国・九州営業所

## 工場
- 本社工場（香川県さぬき市志度）
- タイ工場